# Vélos en libre-service
Pour les articles homonymes, voir Libre-service (homonymie).

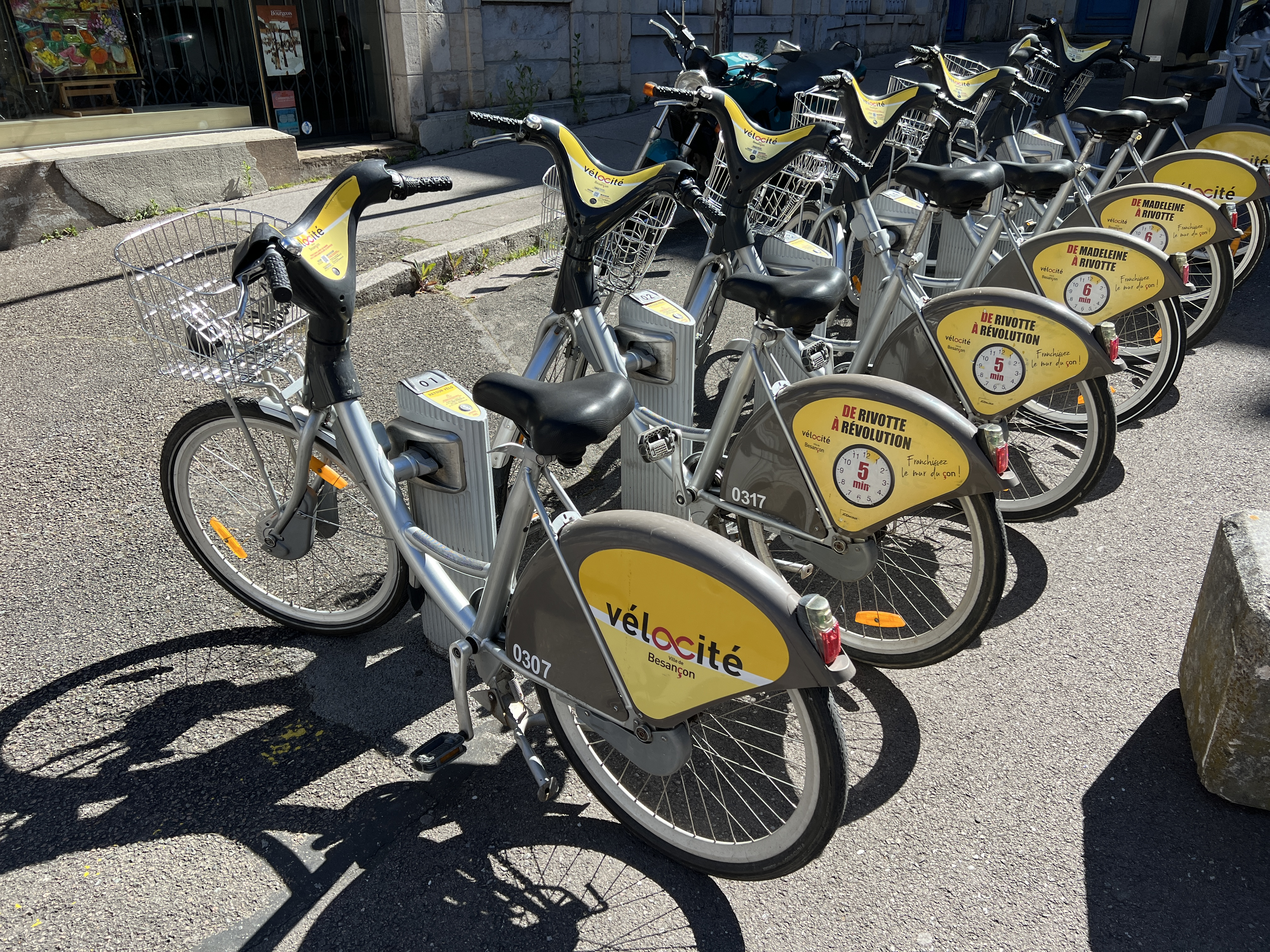
Ginko VéloCité à Besançon, France.

Un système de vélos en libre-service (VLS) ou vélopartage met à disposition du public des vélos, gratuitement ou non. Un tel service de mobilité permet d'effectuer des déplacements de proximité principalement en milieu urbain. Cette location de vélos est une forme de consommation collaborative et permet ainsi de lever trois freins à la pratique du vélo : le stationnement à domicile, le vol et la maintenance de son vélo personnel. La plupart des dispositifs de vélos en libre-service permettent de retirer un vélo dans une station et de le déposer dans une autre, voire se passent complètement de station (vélos sans station). Ils s'intègrent généralement dans le système vélo des territoires où ils sont déployés.

## Histoire
- 1965 - À Amsterdam, le mouvement Provo lance sa provocation no 5, l'opération Witte fiets (vélo blanc) proposant l'usage complètement libre de vélos peints en blanc.
- Été 1975 - La ville de Canet-en-Roussillon met à la disposition des vacanciers 1000 vélos "banalisés", qui évolueront librement sur les 52 kilomètres de "couloirs réservés" matérialisés sur les chaussées de la commune[1].
- 1976 - La ville de La Rochelle propose 350 « vélos jaunes » sur trois points de location en complément de son offre de transport public.
- 1991 - L'idée des vélos en libre-service de Copenhague est lancée par M. Sadolin et W. Ole, ils seront aidés ensuite par Niels Christiansen, puis lanceront le Fonden Bycyklen sur la base d'un partenariat public/privé.
- 30 mai 1995 - Lancement de Bycyklen à Copenhague, Danemark : 1 000 vélos sont proposés dans 120 stations en libre-service.
- 1996 - L'Université de Portsmouth initie un système de vélo en libre-service à Portsmouth, Royaume-Uni. Ce service a aujourd'hui été abandonné par manque de fonds.
- 1997 - Plusieurs services similaires sont lancés aux Pays-Bas, en 1997 à Rotterdam et en 1999 à Amsterdam, aujourd'hui abandonnés.
- 6 juin 1998 - Lancement de Vélo à la carte à Rennes par Clear Channel, « Premier libre-service vélo informatisé au monde »[2]. Mise au point du système Call a Bike par Christian Hogl.
- 2000 - Lancement du premier service Call a Bike à Munich en Allemagne. Lancement d'un service de vélos en libre-service gratuit, HKL Citybike, à Helsinki en Finlande sur le modèle des 'Bycyklen' danois. Clear Channel lance plusieurs offres de vélos en libre-service à Singapour, aujourd'hui toutes abandonnées.
- 2002 - Lancement de Viennabike par une association à Vienne en Autriche, toujours sur le modèle des Bycyklen, mais le service faillit au bout de quelques semaines.
- mai 2003 - Remplacement de Viennabike par Citybike Wien ; premier lancement du système Cyclocity de JCDecaux.
- juin 2003 - Mise en place de deux systèmes Cyclocity en Espagne (Gijón et Cordoue) à petite échelle et entièrement gratuits.
- mai 2005 - Lancement de Vélo'v à Lyon, plus important service de vélos en libre-service à son lancement, qui le restera jusqu'au lancement de Vélib' à Paris.
- 22 mars 2007 - Lancement de Bicing à Barcelone en Espagne, nouvelle application, la plus importante, du système de Clear Channel.
- 25 juin 2007 - Lancement de Vélo'+ à Orléans par le groupe EFFIA, premier service de ce type exploité en dehors d’un marché de mobilier urbain publicitaire en France[3][source insuffisante].
- 28 juin 2007 - Lancement de Vélomagg' à Montpellier, 1 150 vélos dont 550 en libre-service sur le concept Smoove Key, 600 vélos en location longue durée et tout un réseau de boxes collectifs de stationnement de vélo basés sur le concept Smoove Park.
- 15 juillet 2007 - Lancement de Vélib' à Paris.
- 25 septembre 2007 - Lancement de VéloCité à Besançon, 200 vélos dans 30 stations.
- 22 décembre 2007 - Lancement de Cy'clic à Rouen, 175 vélos dans 14 stations.
- 5 mai 2008 - Lancement de Bicloo à Nantes,
- 29 mars 2009 - Lancement de VélO2 dans la communauté d'agglomération de Cergy-Pontoise, système de vélos en libre-service comportant 360 vélos (au lancement) répartis sur 43 stations (en 2014)[4].
- 12 mai 2009 - Lancement de BIXI à Montréal, principal service de vélopartage en Amérique du Nord, 3 000 vélos en libre-service répartis à travers 300 stations dont l'équipement et la technologie ont été développés par PBSC[5],[6],[7].
- 26 juin 2009 - Lancement de Velopass, devenu PubliBike, premier système de vélos en libre-service de Suisse, sur le campus commun de l'Université de Lausanne (UNIL) et de l'École polytechnique fédérale de Lausanne (EPFL) ainsi que dans les villes de Lausanne et Morges.
- 18 juillet 2009 - Lancement de Vélo Bleu à Nice, 90 stations et 900 vélos. Il est étendu aux communes de Saint-Laurent-du-Var et Cagnes-sur-Mer en 2011 et compte alors un total de 175 stations et 1 750 vélos.
- 28 mars 2010 - Lancement de Libélo par Transdev à Valence dans la Drôme. Il comprend 200 vélos en libre-service et en location longue durée sur le concept Smoove key répartis sur 20 stations. Le projet fut financé par Valence Agglo – Sud Rhône-Alpes.
- 25 juin 2010 - Lancement de Vélivert par la Communauté d'agglomération Saint-Étienne Métropole, offrant 300 vélos en libre-service répartis sur 30 stations sur quatre communes (Saint-Étienne, Firminy, Saint-Chamond et Rive-de-Gier), 300 vélos et 135 vélos à assistance électrique en location longue durée.
- 23 septembre 2010 - Lancement de Vélhop par la Communauté urbaine de Strasbourg comprenant 1 100 vélos en libre-service et 3 800 vélos de location longue durée. Strasbourg a le particularisme d'être la ville la plus cyclable de France et d'avoir lancé un VLS particulier où les vélos doivent revenir au point de départ avec des stations de plus grandes dimensions.
- 5 février 2011 : Lancement de Q-bike à Doha au Qatar, premier service de vélos en libre-service du Moyen-Orient. 20 vélos sont disponibles pour commencer, 10 au Musée d'art islamique et 10 à l'hôtel Sheraton, où une piste cyclable d’initiation a été mise en place. Le service est gratuit et géré par JC Decaux, qui s’est associé à la fédération de cyclisme du Qatar, la Municipalité et QTel.
- 16 septembre 2011 - Lancement de V'Lille avec 3 000 vélos en libre-service et 1 100 en location longue durée, géré par Transpole, la compagnie de transport en commun de la métropole lilloise, en association avec Decathlon et B'Twin. L'objectif est d'atteindre 12 000 vélos en 2014.
- Mars 2013 : Mise en place de plus de 100 vélos en libre-service à Dubaï, répartis dans 10 stations du centre-ville et de la Marina. Le service est assuré par les entreprises ByKy et Nextbike.
- Durant l'été 2013, 15 vélos électriques, un vélo cargo et 10 tandems sont ajoutés au parc Vélhop de Strasbourg, d'abord en test gratuit, puis à la location dès décembre[8].
- 2014 et 2015 - Création de Ofo[9] et Mobike, deux compagnies privées chinoises de vélo en libre service sans station. Les deux compagnies lèvent progressivement des fonds pour respectivement 300 et 400 millions de dollars et opèrent plus de 100 000 vélos à travers plus d'une vingtaine de villes.
- Novembre 2017 - La société chinoise Bluegogo, qui avait mis en service 600 000 vélos, cesse son activité à la suite des vols et dégradation[10].
- Janvier 2018 - Gobee.bike retire ses vélos de Bruxelles, Lille et Reims mais reste présente à Paris, Lyon, Rome, Florence et Turin[10]. Il se retire finalement des villes françaises et italiennes en février 2018.
- Février 2018 - BiCycle, éphémère no 1 en Chine, met fin à ses activités six mois seulement après son lancement[10].

## Exemples de vélos en libre-service

### Autriche
Le modèle des Bycyklen danois a été transposé à Vienne, en Autriche. Mis en place à l'origine par une association, Viennabike consistait en la mise à disposition gratuite de vélos à travers la ville avec un système identique à celui de Copenhague. Viennabike, victime de trop nombreux vols dès les premiers jours, a été remplacé depuis par le système Cyclocity de JCDecaux sous le nom Citybike Wien. Un tel échec marque les limites de tels systèmes qui se révèlent peu sécurisés, aucune application similaire ne verra dès lors le jour en dehors des pays scandinaves.

### Portugal
Depuis 2001, la ville de Aveiro a mis à disposition de ses habitants et visiteurs un grand nombre de vélos, afin qu'ils puissent se promener à travers la ville. L'utilisation de ces bicyclettes est gratuite. Plus de 30 points d'ancrage sont répartis à travers la ville. Pour utiliser un vélo, il suffit d'y introduire une pièce de monnaie, et de prendre le vélo. Ils sont disponibles de 8 h 30 à 21 h. Afin de réduire ses dépenses en coûts fixes, la municipalité utilise les vélos en tant qu'espace publicitaire pour les annonceurs. Les vélos sont spécialement conçus pour leur utilisation en ville.

## Solutions génériques de vélos en libre-service

### Offres de service associées au marché publicitaire

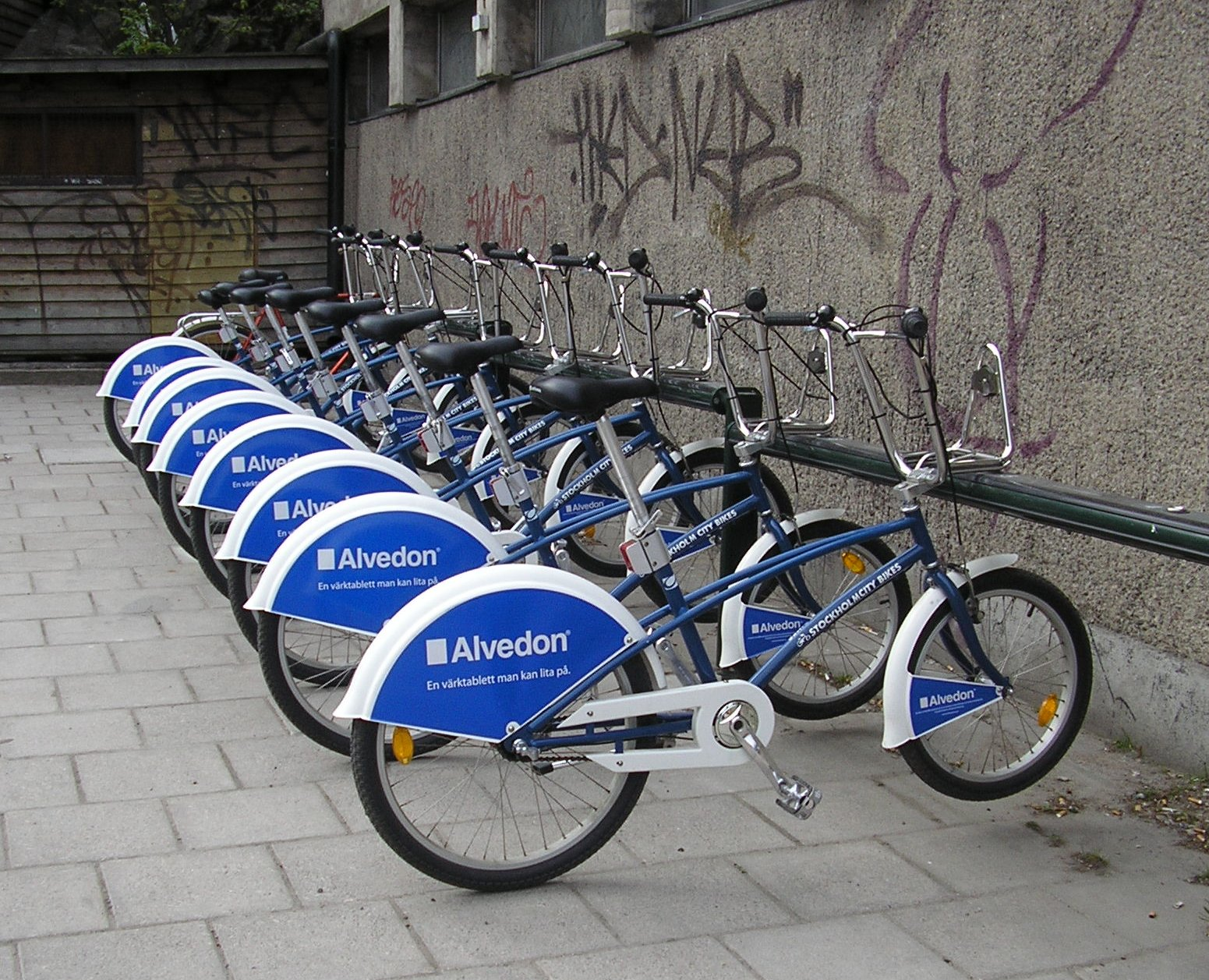
Des City Bikes de Clear Channel à Stockholm.

Les deux principaux afficheurs mondiaux ont tour à tour lancé des offres de vélos en libre-service, proposées aux municipalités normalement en parallèle à la gestion de l'affichage publicitaire urbain et du mobilier urbain. Le couplage de ces offres permet — toujours dans le cadre d'un financement du service par la publicité — d'utiliser des affichages standards de 2 m2 plutôt que d'utiliser les vélos ou les stations comme support publicitaire.
Clear Channel qui proposait son service vélo à la carte à Rennes entre 1998 et 2009 se plaçait en précurseur ; cependant, son concurrent direct sur le marché publicitaire, JCDecaux, a réussi à mettre au point un service avec un fort développement en France, en place notamment à Lyon (vélo'v) d'abord et à Paris (Vélib') plus tard, suivi de Marseille (Le Vélo) et Rouen (Cy'clic). Ce dernier, déposé sous le nom Cyclocity, est accessible à des utilisateurs occasionnels ou nouveaux de façon immédiate, contrairement à son concurrent qui n'est ouvert qu'à des utilisateurs généralement préalablement enregistrés.
Pour une collectivité territoriale, le couplage d'une offre de vélopartage avec une offre de mobilier urbain publicitaire peut poser plusieurs problèmes. D'une part, cela enlève de la souplesse dans le choix des solutions des prestataires, et accentue les risques de monopole. D'autre part, la compétence dans le choix d'un prestataire en mobilier urbain publicitaire est souvent municipale[réf. nécessaire], alors que c'est l'échelle de la communauté de communes qui se prête le mieux au vélopartage. Fréquemment, à l'intérieur d'une même communauté de communes, les marchés publicitaires sont différents selon les communes. Cela entraîne des difficultés pour l'extension du service de vélopartage, comme à Paris ou Lyon[réf. nécessaire].

### Vélos sans station

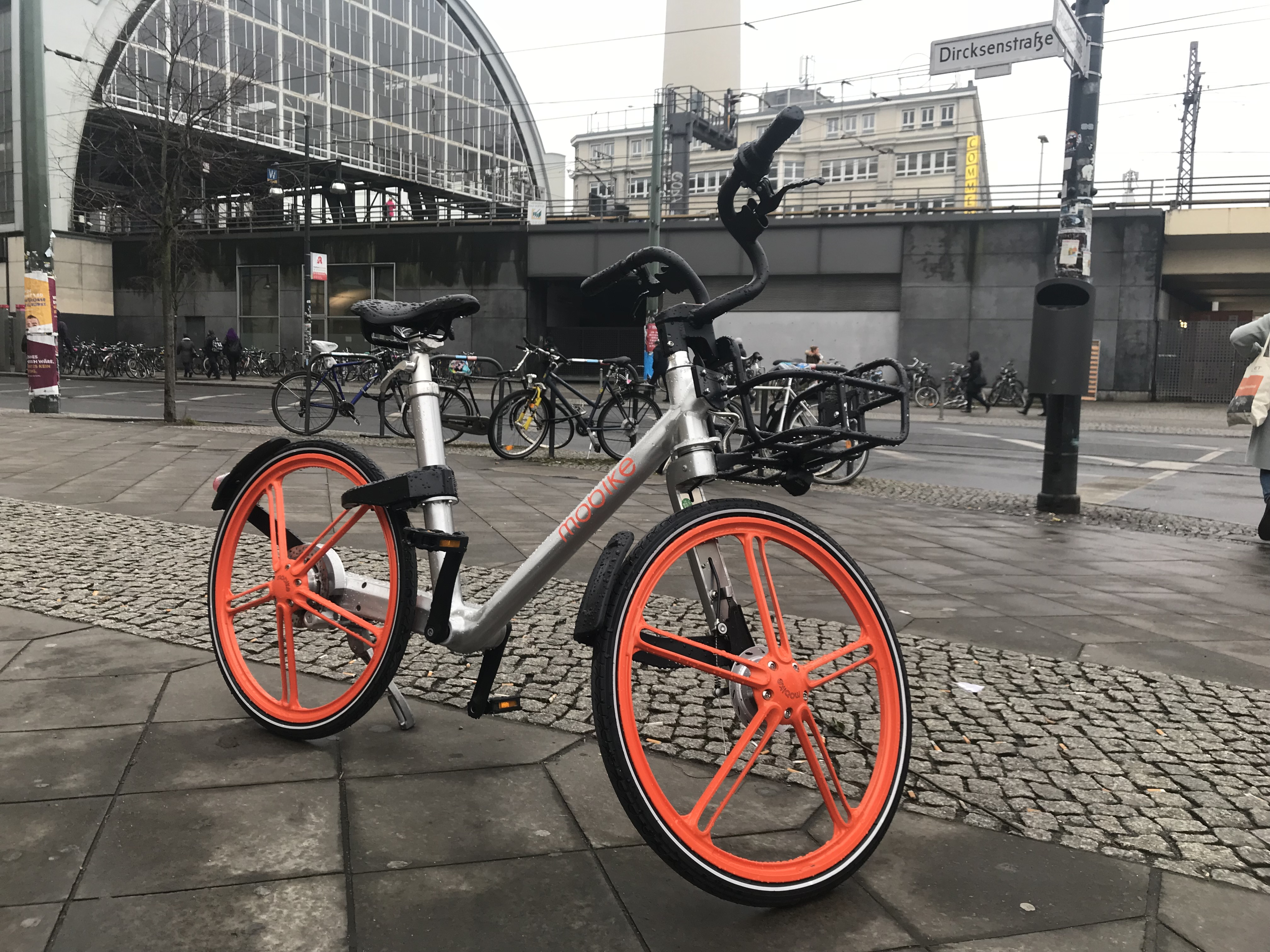
Un vélo sans station de l'entreprise Mobike à Berlin.

À partir de la deuxième moitié de la décennie 2010 se développent des offres sans station, dites en « flotte libre » (en anglais : dockless ou free floating),,,. Ce système, qui existait déjà dans quelques villes allemandes depuis 2000, repose sur des vélos qu'on laisse dans l'espace public après utilisation. Il se développe en Chine à partir de 2014 grâce à l'apparition des applications sur téléphone mobile, puis se répand rapidement dans le reste du monde.

### Call a Bike

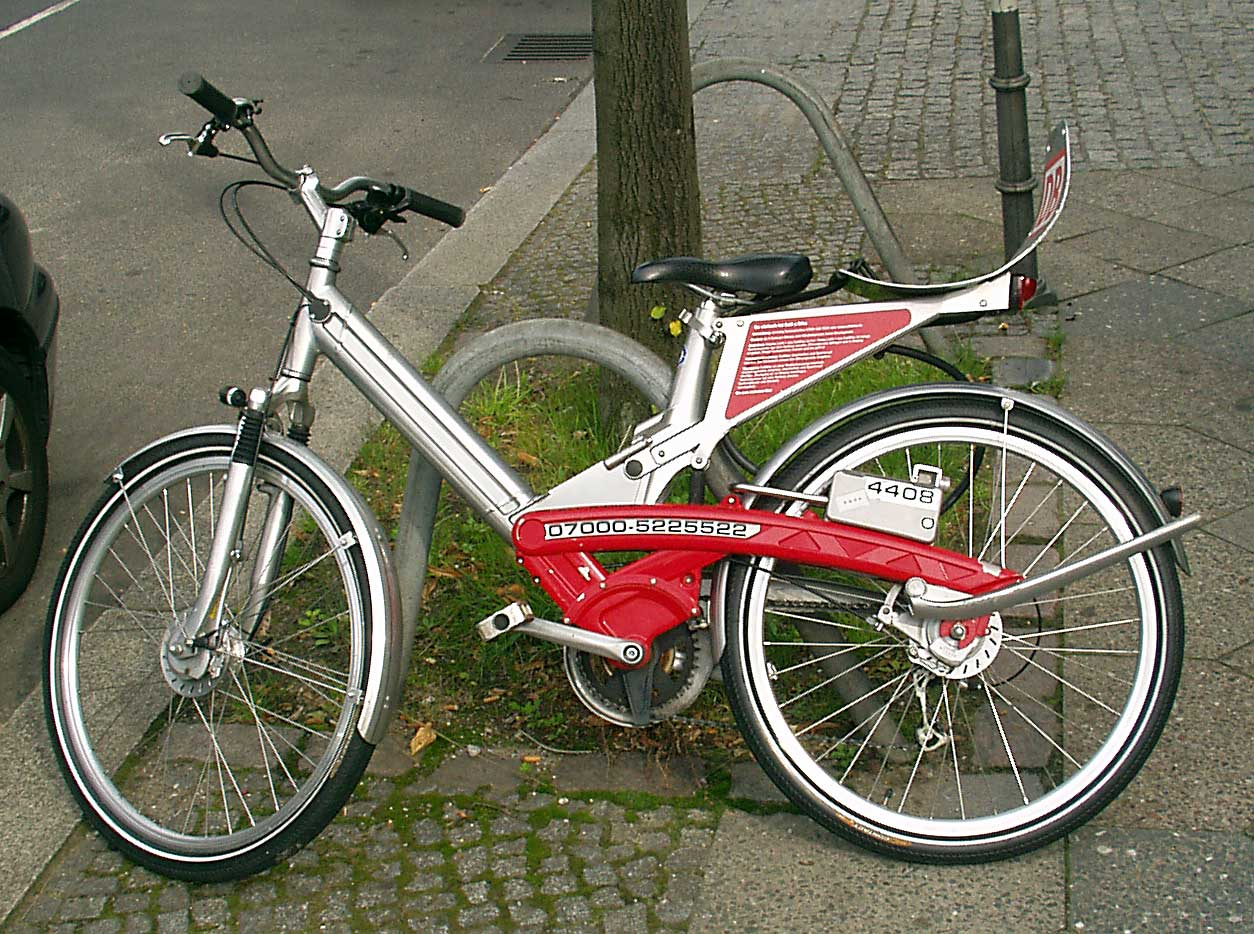
Un vélo Call a Bike en Allemagne.

Call a Bike est un service de location de vélos à la demande proposé par la Deutsche Bahn (DB, entreprise ferroviaire). Le système a été inventé en 1998 par l'informaticien et entrepreneur Christian Hogl et est proposé à travers sa filiale DB Rent, notamment comme service de transport complémentaire à l'offre de train ou de métro. Il est aujourd'hui disponible dans les villes de Berlin, Francfort-sur-le-Main, Cologne, Munich et Stuttgart. Il se décline en deux variantes.
Avec Call a Bike FLEX, après enregistrement — par téléphone avec une carte de crédit, seul le paiement d'une avance de consommation de 5 € est demandé —, l'utilisateur peut louer n'importe quel vélo disponible en appelant un numéro inscrit sur celui-ci. Les vélos du système ne sont pas disposés dans des stations, mais répartis dans la ville près des carrefours principaux. Chaque vélo dispose d'un cadenas — indiquant la disponibilité de celui-ci par un voyant — déverrouillable avec le code donné par téléphone. Après utilisation, le vélo peut être laissé à n'importe quel carrefour dans le centre de la ville, en l'accrochant à un élément fixe ; après verrouillage du cadenas, l'utilisateur informe du nouvel emplacement du vélo par un appel auprès du service.

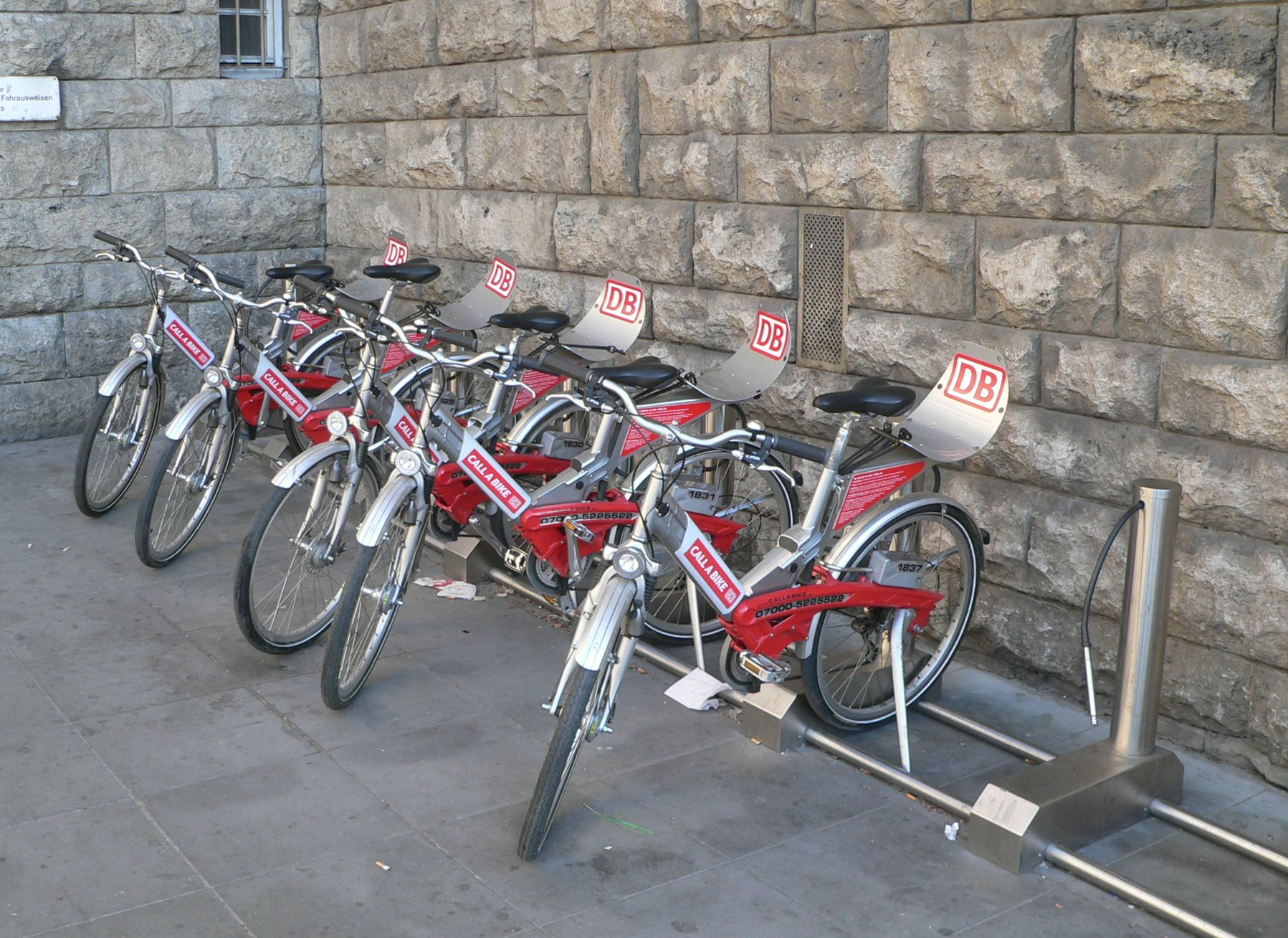
Station Call-a-bike FIX à Stuttgart.

Call a Bike FIX est une variante de ce système déployée à Stuttgart, qui utilise des emplacements fixes — où il faut prendre et déposer les vélos — au lieu d'une dispersion libre dans la ville. DB Rent envisage d'installer de tels systèmes à une centaine de gares du réseau Intercity-Express, c'est-à-dire avec une seule station dans chaque ville.
Call-a-bike FIX a fait l'objet d'un contrat avec la ville de Hambourg, où DB Rent a mis en service le 10 juillet 2009 un système de vélopartage comportant 67 stations, sous la marque StadtRAD (vélo de ville). Les 30 premières minutes sont gratuites, puis la facturation est établie à la minute, une réduction étant consentie aux détenteurs de cartes municipales Association des transports hambourgeois (de) ou d'une BahnCard (en).

## Financement d'un système de vélos en libre-service
Les recettes liées à la location des vélos ne permettant pas de couvrir les frais engendrés par un système de vélos en libre-service, le financement est complété par des subventions. Celles-ci peuvent prendre la forme d'un financement par l'entreprise chargée de gérer le dispositif, ce service étant couplé à une activité pour laquelle l'entreprise réalise un bénéfice : affichage public pour JCDecaux ou transport pour Transdev par exemple.

### Entreprises liées aux vélos en libre-service
Simple service anecdotique à l'origine, les offres de vélopartage ont proposé un nouveau mode de transport qui entre dans les stratégies de déplacement mises en place par les villes. Ce faisant, Clear Channel et JCDecaux sont passés du statut d'afficheurs à celui d'acteurs de la mobilité urbaine. Le système a été plébiscité par de nombreuses villes en France et en Europe suscitant la mise au point d'autres offres. Dans ce contexte, de nouvelles offres sont apparues, comme Vélo'+ à Orléans conçu par EFFIA qui est un exemple de service de vélopartage indépendant du marché publicitaire, ou Vélibleu, système de vélos en libre-service électriques pour la communauté d'agglomération de Châtellerault géré par Green On.
Les opérateurs de transport public dits « historiques » comme Transdev développent également leurs offres. Ainsi, en 2007, l'agglomération de Montpellier confie la gestion du service Vélomagg' à la TAM (Transdev) qui gère les transports en commun ; la société Smoove conçoit et distribue ce système à d'autres villes : Vélopop' à Avignon régie par les Transports en commun d'Avignon (exploité par Transdev), Libélo à Valence régie par Citéa (exploité par Transdev), Vélivert à Saint-Étienne régie par STAS (exploité par Transdev), C.vélo à Clermont-Ferrand régie par le SMTC (exploité par Vélogik), Optymo à Belfort. Le système Réflex de Chalon-sur-Saône, mis en place par Transdev sur la base de la technologie Call a bike a été depuis remplacé par Smoove. Transdev, via sa filiale spécialisée Veloway, sous la marque OYBike, exploite actuellement plus de 200 vélos à Londres et Southampton en Angleterre.
D'autres grands opérateurs y voient une occasion d'étoffer leur offre de services, comme Indigo qui prête des vélos aux automobilistes utilisant certains de ses parkings urbains.
Des acteurs indépendants ont également fait leur apparition, à l'image de Zoov et Pony en France,.
À travers le monde, il y a plus de 20 fournisseurs / exploitants de services de vélos publics et de VLS.

### Bilan socio-économique
Le commissariat général au développement durable a évalué le bilan socio-économique des VLS en 2010 : le coût annuel par vélo (cinq déplacements quotidiens de 2 km faisant gagner 8 min) est estimé à 2 500 € d'investissement, mais induit 70 € de pertes de recettes de transport collectif urbain, 10 € d'insécurité routière et une moyenne de 600 € de subvention d'équilibre publique. La décongestion des transports en commun est estimée à un bénéfice de 820 €, celle de la voirie à 110 €, et des externalités environnementales de 20 €, tandis que les gains pour les cyclistes s'élèvent à 2 430 €, ce qui permet au dispositif d'afficher un bilan globalement légèrement positif.

## Liste des services de vélos en libre-service dans le monde
Les nombres de vélos à disposition sont donnés à titre indicatif et le nombre de stations est sous réserve d'évolutions de ces services.

### Albanie
- Ecovolis (en) à Tirana (près de 400 vélos sur 6 stations) - depuis mars 2011[22].

### Allemagne
- Call a bike flex à Francfort-sur-le-Main (1 000 vélos), Karlsruhe (350 vélos), Cologne (850 vélos) et Munich - système Call a bike géré par la Deutsche Bahn.
- Call a bike fix à Stuttgart (400 vélos sur 60 stations), Hambourg (environ 1 000 vélos sur 72 stations) et Berlin (environ 1 650 vélos sur 80 stations) - système Call a bike géré par la Deutsche Bahn.
- Nextbike dans 25 villes dont Berlin, Cologne, Dresde, Düsseldorf, Erfurt, Hambourg, Francfort-sur-le-Main, Leipzig et Munich (système par téléphone mobile).

### Argentine
- EcoBici (en) à Buenos Aires (2 300 vélos sur 250 stations) - depuis 2010 - géré par Tembici[23],[24].
- En la bici (es) à Mendoza - depuis 2016[25].
- Movete en Bici (es) à La Plata[26].

### Australie

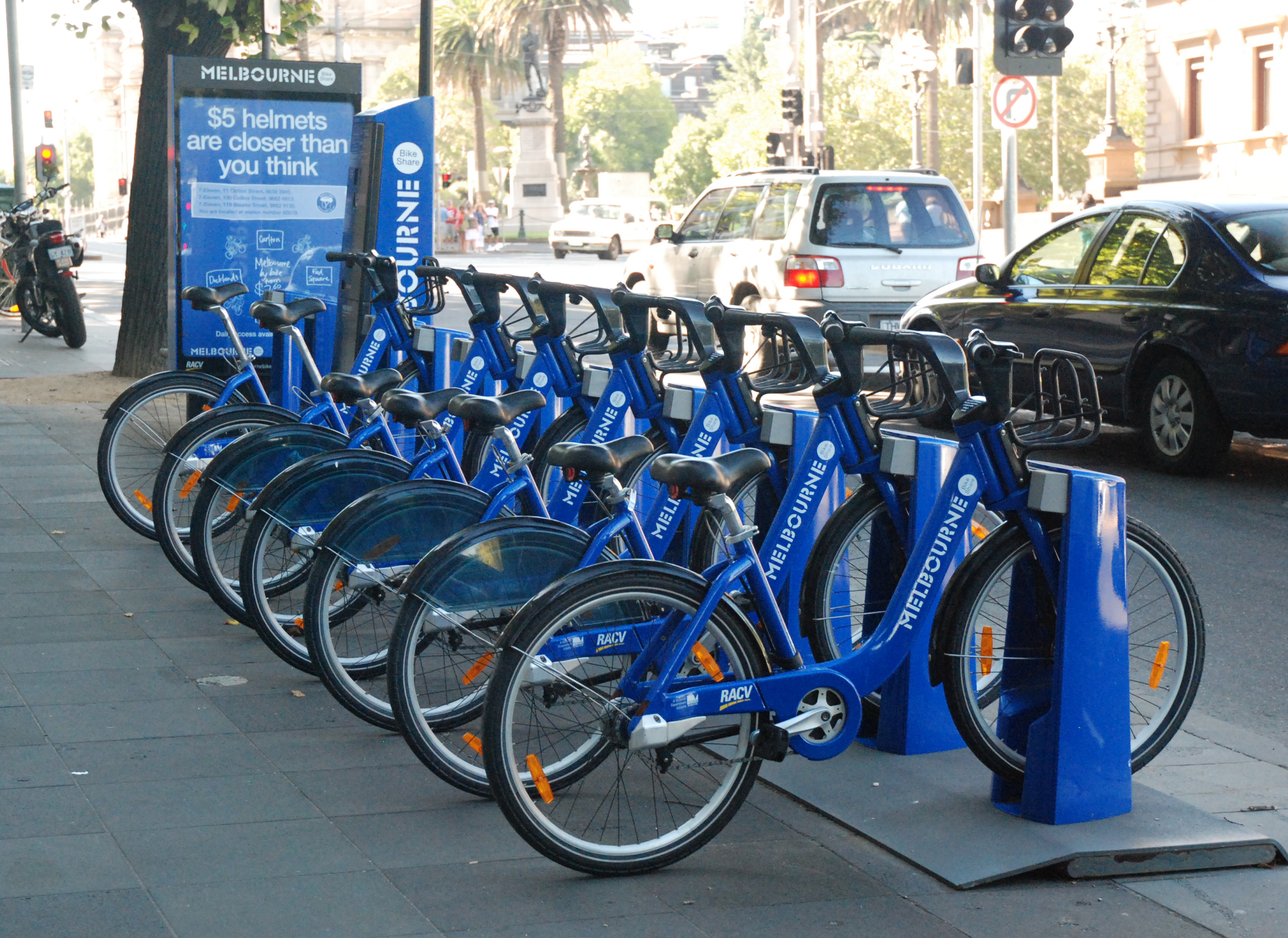
À Melbourne, le port obligatoire du casque freine le développement du système.

- CityCycle à Brisbane (environ 1 200 vélos sur 100 stations) - depuis le 12 mai 2011 - système Cyclocity géré par JCDecaux.
- Melbourne Bike Share à Melbourne (500 vélos sur 50 stations) - depuis mai 2010 - géré par Motivate (en).

### Autriche
- Citybike Wien à Vienne (60 stations) (depuis mai 2003, fermé le 1er avril 2022[28]) - système Cyclocity géré par Gewista (groupe JCDecaux).
- Nextbike dans de nombreuses villes.

### Bangladesh
- JoBike (en) à Dhaka (300 vélos) - depuis 2018 - géré par JoBike[29]

### Belgique
- Velo Antwerpen à Anvers (1 000 vélos sur 83 stations) - depuis le 9 juin 2011 - système SmartBike géré par Clear Channel[30].
- Cyclocity à Bruxelles (250 vélos sur 23 stations) - depuis mi-mai 2006, fermé début mai 2009 - système Cyclocity géré par JCDecaux.
- Villo à Bruxelles (2 500 vélos 180 stations) - depuis le 16 mai 2009 - système Cyclocity géré par JCDecaux.
- Li Bia Vélo à Namur (240 vélos sur 24 stations) - depuis le 21 avril 2012 - système Cyclocity géré par JCDecaux.

### Brésil
- Bicicletar, à Fortaleza[31](600 vélos sur 60 stations) - depuis le 15 décembre 2014
- Bike Rio, à Rio de Janeiro (600 vélos sur 60 stations) - depuis octobre 2011
- Bike Salvador, à Salvador (400 vélos sur 40 stations) - depuis le 22 septembre 2013

### Canada
- àVélo à Québec (1800 vélos à assistance électrique et 165 stations en 2025). En service depuis juillet 2021. Un service du Réseau de transport de la Capitale (RTC), exploité par sa filiale Capitale Mobilité. Système utilisé : Lyft[32].

- BIXI à Montréal, Sherbrooke, Laval, Longueuil (en 2022 : 7 270 vélos réguliers, 2 395 vélos à assistance électrique et 794 stations[33]) - depuis le 12 mai 2009 - système Lyft géré par la Société de vélo en libre-service, équipement fourni par Lyft.
- BIXI de la capitale à Ottawa et Gatineau (100 vélos sur 10 stations) - de le 18 mai 2011 à 2013 - système Bixi.
- Bike Share Toronto à Toronto (9 000 vélos sur 780 stations[34],[35]) - depuis le 3 mai 2011 - système PBSC géré par la Toronto Parking Authority.
- Bécik Jaune dans la région de Lanaudière (760 vélos sur 96 points de service) - depuis le 25 juin 2009 - Une initiative de la Maison des jeunes Café-rencontre 12-17 du Grand Joliette. Système géré par l'entreprise d'économie sociale Bécik Jaune depuis 2015, qui se spécialise en vélos libre-service hors des zones urbaines fortement densifiées. Municipalités participantes en 2014 : Joliette, Saint-Charles-Borromée, Notre-Dame-des-Prairies, Lavaltrie et Mascouche[36].
- Mobi à Vancouver (1 500 vélos sur 150 stations) - à partir du 15 juin 2016[37].

### Chine
- Shanghai Forever dans six villes chinoises dont Shanghai et Chengdu pour un total de 20 000 vélos[38].
- Mobike et Ofo proposent chacun plus de 100 000 vélos à Shanghai, Pékin, Canton, Shenzhen et plus de vingt autres villes chinoises[39].
- Hangzhou, le plus grand système au monde en 2013 avec environ 60 000 vélos[40].
- D'autres systèmes de vélos publics sont proposés dans plus de 170 villes de Chine[41].

### Chypre
- Bike in Action (système Smoove) à Nicosie, la capitale de Chypre depuis octobre 2011[42],[43].

### Colombie
- EnCicla dans la ville de Medellín, Antioquia.
- Pedalea por Bogotá dans la ville de Bogotá[44].
- En bici me cuido dans la ville de Cali, Valle del Cauca[45].

### Danemark
- Bycyklen København à Copenhague (2 000 vélos sur 110 stations) - depuis le 30 mai 1995. Ce système est gratuit : une pièce de 20 couronnes danoises (un peu moins de 3 euros) est nécessaire pour emprunter un vélo ; elle est restituée au moment du dépôt dans une des stations[46].
- Bycykel Århus à Aarhus.

### Espagne
- Eco-bici/Cyclocity à Cordoue (35 vélos sur 4 stations) - système Cyclocity.
- Gijón-Bici à Gijón (64 vélos sur 8 stations) - depuis juin 2003 - système Cyclocity.
- Girocleta à Gérone (260 vélos) - depuis le 28 septembre 2009[47],[48].
- BiZi à Saragosse (2 600 vélos sur 130 stations) - depuis le 28 mai 2008 - système SmartBike géré par Clear Channel.
- Bicing à Barcelone (6 000 vélos sur 401 stations) - depuis le 22 mars 2007 - système SmartBike géré par Clear Channel.
- BiciMAD à Madrid (1 650 vélos à assistance électrique sur 123 stations) - depuis le 23 juin 2014 - système géré par Bonopark.
- dBizi à Saint-Sébastien - depuis 2009.
- Sevici à Séville (2 500 vélos sur 250 stations) - système Cyclocity géré par JCDecaux.
- TUSbic à Santander.
- Valenbisi à Valence (2 750 vélos sur 275 stations) - depuis le 21 juin 2010 - système Cyclocity géré par JCDecaux.

Les systèmes de vélos partagés existent aujourd'hui dans de très nombreuses villes espagnoles, mêmes petites.

### États-Unis

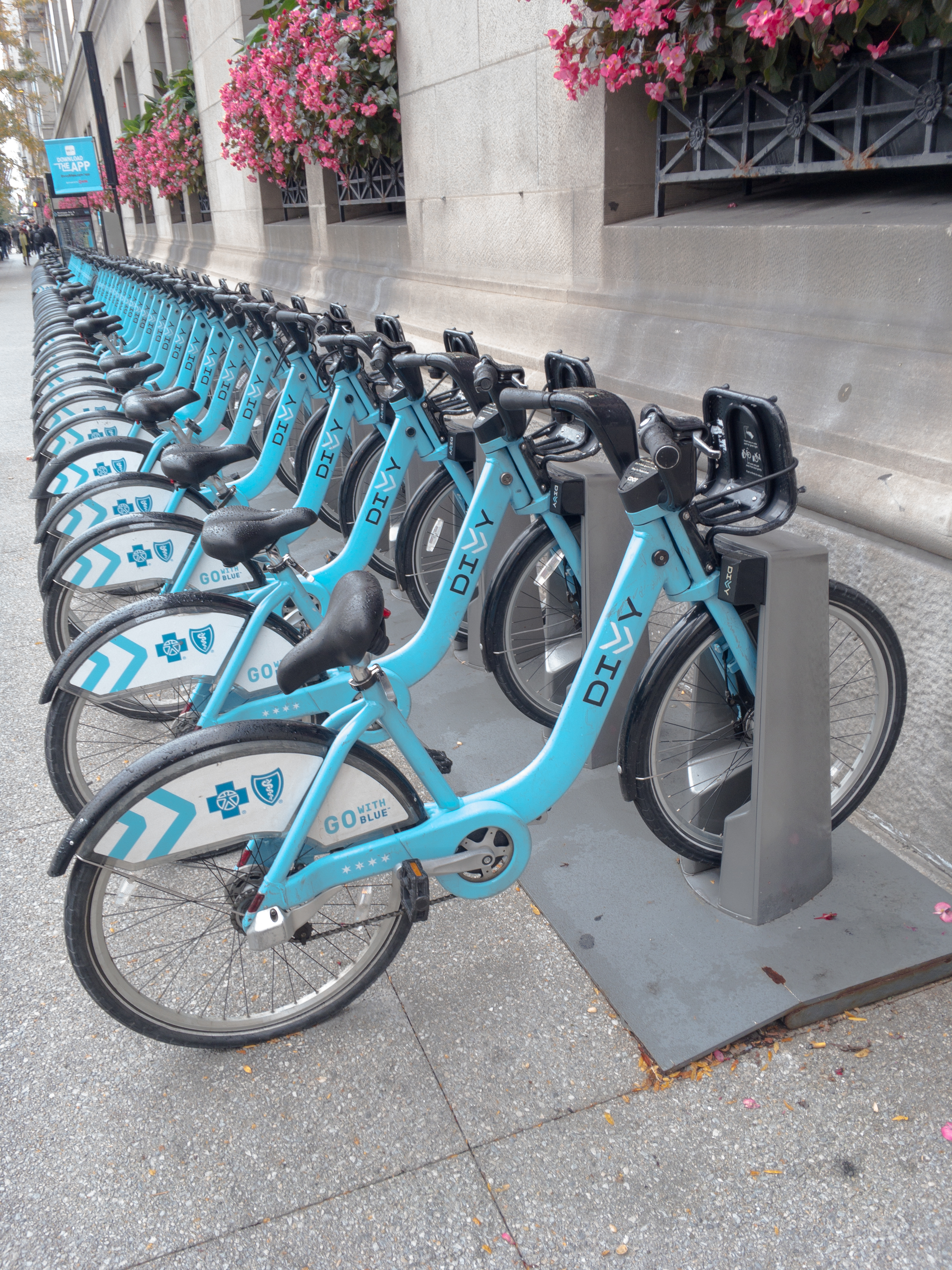
Divvy, à Chicago.

- SmartBike DC à Washington, D.C. (120 vélos sur 10 stations) - de août 2008 au 2 janvier 2011 - système SmartBike géré par Clear Channel (devenue iHeartMedia) ;
- Capital Bikeshare à Washington, D.C. (2 500 vélos sur 340 stations) - depuis le 20 septembre 2010 - système PBSC géré par Motivate (en)[50] ;
- Bluebikes à Boston (1 300 vélos sur 140 stations) - depuis le 28 juillet 2011 - système PBSC géré par Motivate[51],[52] ;
- Citi Bike à New York (6 000 vélos sur 330 stations) - depuis le 27 mai 2013 - système Bixi géré par Motivate[53] ;
- Divvy à Chicago (5 837 vélos sur 576 stations) - depuis le 28 juin 2013 - système PBSC géré par Motivate.

### Finlande
- En décembre 2015, un consortium Movienta-Smoove est choisi par la ville de Helsinki[54] pour mettre en place les bicyclettes urbaines de Helsinki et Espoo, qui remplacent le système précédent, HKL Citybike. En juillet 2019, le nouveau système propose 3 430 bicyclettes, réparties sur 343 stations[55].

### France

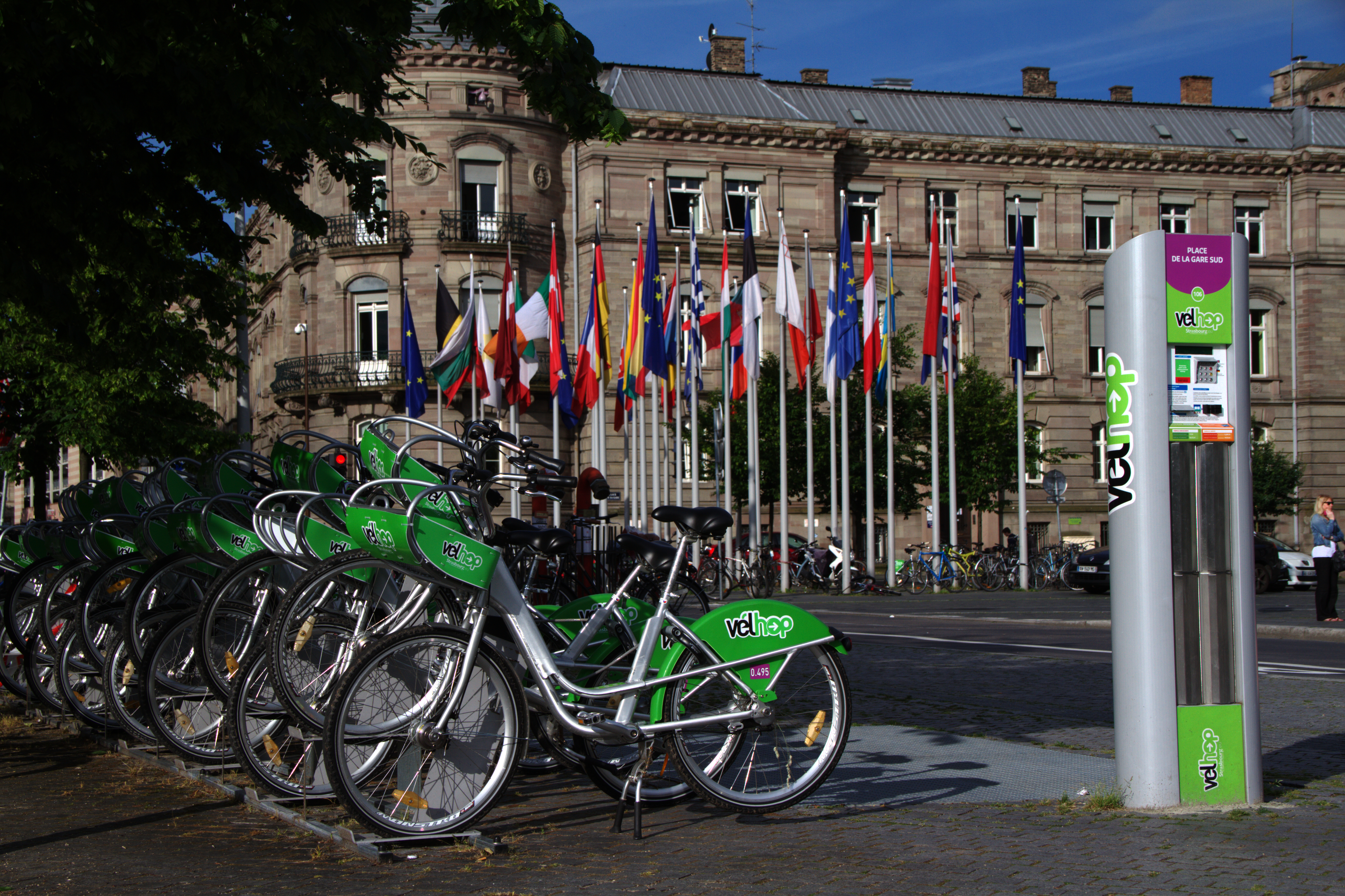
Vélhop à Strasbourg.

Le premier système de ce type porté par une collectivité territoriale en France voit le jour à La Rochelle en 1976, sous l'impulsion du maire Michel Crépeau, de Michel Dubosc, alors membre du conseil municipal, et de Lucien Neuwirth, député UDR, avec l'installation le 14 août de 250 « vélos jaunes » répartis dans trois stations en centre-ville, presque dix ans après la mise à disposition gratuite des vélos blancs de Provo à Amsterdam en 1965. C'est enfin à Rennes que la première version informatisée du vélo en libre service au monde a vu le jour en 1998 avec le Vélo à la carte de Clear Channel.
En 2013, 39 systèmes de vélos en libre-service (VLS) sont déployés dans les agglomérations françaises. En septembre 2018, 34 agglomérations françaises disposent de VLS avec stations. En vingt ans, plus de trente agglomérations ont ainsi mis en place un système de VLS sur leur territoire, représentant un total de près de 50 000 vélos. Certaines collectivités, comme Aix-en-Provence, Plaine Commune, Chalon-sur-Saône et Perpignan, ont mis fin à ce service après quelques années, souvent en raison de coûts trop importants et d'une utilisation trop faible[réf. nécessaire].
À ces vélos en service en station s'ajoutent les vélos en libre-service sans station, dits en flotte libre, qui se sont développés en France à partir d'octobre 2017 et représentaient 20 % de l'offre de vélos partagés en septembre 2018. Cependant, plusieurs de ces services de VLS ne sont aujourd'hui plus en activité.
Enfin, les flottes semi-libres ne disposent pas de bornes physiques, mais imposent de déposer leurs vélos dans des zones réglementées, définie par l'opérateur en accord avec la ville.
Une étude sur les usages et usagers des VLS en flottes libres à Paris, menée à l’automne 2018, révèle que plus de la moitié des usagers de ces systèmes n’utilisaient pas le système Vélib' auparavant.

### Géorgie
- Batumvelo à Batoumi, équipée de vélos Smoove.

### Grèce
- EasyBike BrainBox à Corfou, équipée de vélos Smoove[61].

### Hongrie
- BuBi à Budapest (1 150 vélos sur 98 stations) - exploité par Nextbike depuis 2014[62].

### Israël
- Tel-o-Fun à Tel Aviv (1 000 vélos sur 150 stations) - depuis mai 2011[63].

### Italie

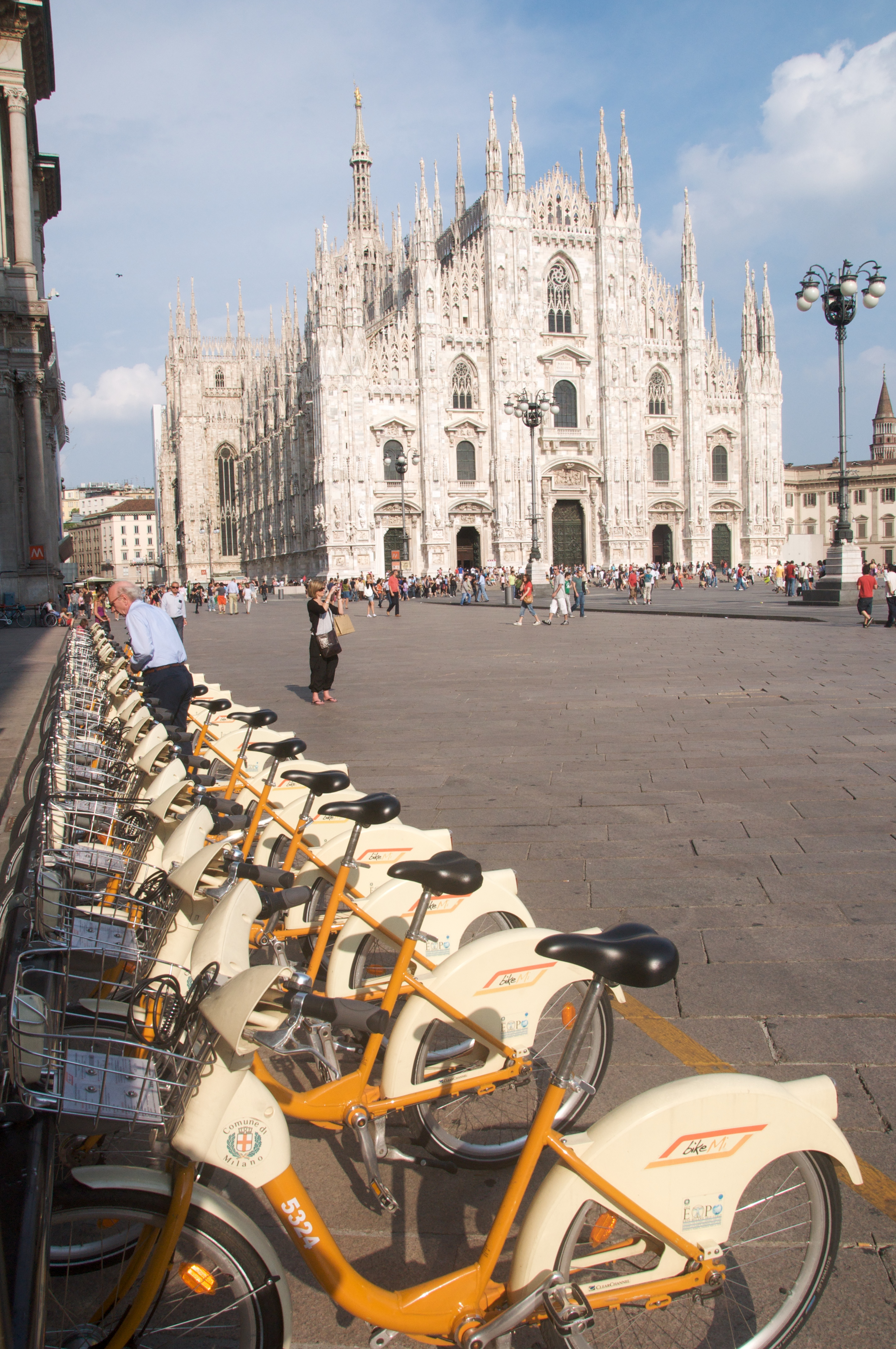
Vélos BikeMi devant la Cathédrale de Milan.

- Centroinbici dans plus de 50 villes à travers le pays - depuis 2000.
- Bicincittà dans plus de 15 villes à travers le pays - depuis 2004.
- BiciMia à Brescia (470 vélos sur 82 stations) - depuis 2008, dont 20 vélos électriques (e-BiciMia) depuis l'été 2018.
- BikeMi à Milan (1 300 vélos sur 154 stations) - depuis le 3 décembre 2008 - système SmartBike géré par Clear Channel.
- Roma bikesharing à Rome (29 stations) - depuis 2008.

### Japon
- CyclOcity à Toyama (150 vélos sur 15 stations) - depuis le 20 mars 2010 - système Cyclocity.

### Kazakhstan
- Astana-bike à Noursoultan (200 vélos sur 40 stations, puis 1 000 vélos prévus d'ici l'exposition de 2017) - depuis le 7 juillet 2014 - système Smoove[64].
- Shymkent-bike à Chimkent (200 vélos sur 44 stations)[65].
- Almaty-bike à Almaty - depuis septembre 2016[66].

### Luxembourg
Le premier système de ce type a vu le jour à Esch-sur-Alzette en 2004 avec la création de Äre Vëlo, eise Vëlo, remplacé en 2009 par Vël'Ok. Le second système du pays a vu le jour en 2007 avec Mamer Vélo à Mamer puis le troisième en 2008 avec Vel'oH! à Luxembourg-ville, qui a remplacé celui de Mamer en 2021 lors de l'extension du service.
En 2021, deux systèmes fonctionnent à travers le pays : Vel'oH! et Vël'Ok.

### Malaisie
- LinkBike à George Town (Penang) (250 vélos sur 25 stations) - depuis le 17 décembre 2016[67].

### Maroc
- Médina Bike à Marrakech (300 vélos sur 10 stations) - depuis le 7 novembre 2016 à l'occasion de la COP22[68].

### Mexique
- Ecobici à Mexico.
- Mibici à Guadalajara, système PBSC.

### Monaco
Depuis le 1er mai 2013, le Gouvernement monégasque propose le service des Vélos Électriques de Monaco, un système automatisé créé par Clean Energy Planet d'une dizaine de stations de vélos électriques confiées à la Compagnie des autobus de Monaco. Une cinquantaine de vélos électriques sont à disposition sur la Principauté de Monaco.

### Norvège
- Drammen Bysykler à Drammen (250 vélos sur 28 stations) - depuis 2001 - système SmartBike géré par Clear Channel.
- Oslo Bysykler à Oslo (1 200 vélos sur 100 stations) - depuis 2002 - système SmartBike géré par Clear Channel.
- Porsgrunn Bysykler à Porsgrunn - depuis 2003.
- Sandnes Bysykler à Sandnes - depuis 2000.
- Trondheim Bysykler à Trondheim (110 vélos sur 10 stations) - depuis 2005 - système SmartBike géré par Clear Channel.

### Pays-Bas
- Vélos en libre-service OV-fiets dans de nombreuses villes.
- Donkey Republic, Lime, Vaimoo à Rotterdam

### Pologne
- Nextbike exploite l'un de ses plus grands systèmes de location de vélos à Varsovie (réseau municipal Veturilo)[70],[71], où la société gère 3 000 vélos[72].

### Portugal
- BUGA à Aveiro.

### Royaume-Uni
- BTN BikeShare à Brighton[73]
- Santander Cycles à Londres (8 300 vélos sur 570 stations) - depuis le 30 juillet 2010 - système PBSC géré par Serco[74].
- OYBike (en) à Reading, Cardiff et Farnborough - depuis 2004.
- ScratchBikes à Newcastle (150 vélos sur 15 stations) - depuis le 22 juillet 2011[75].
- Cycle Hire Slough à Slough (60 vélos sur 3 stations)[76] depuis octobre 2013, système Smoove.

### Russie

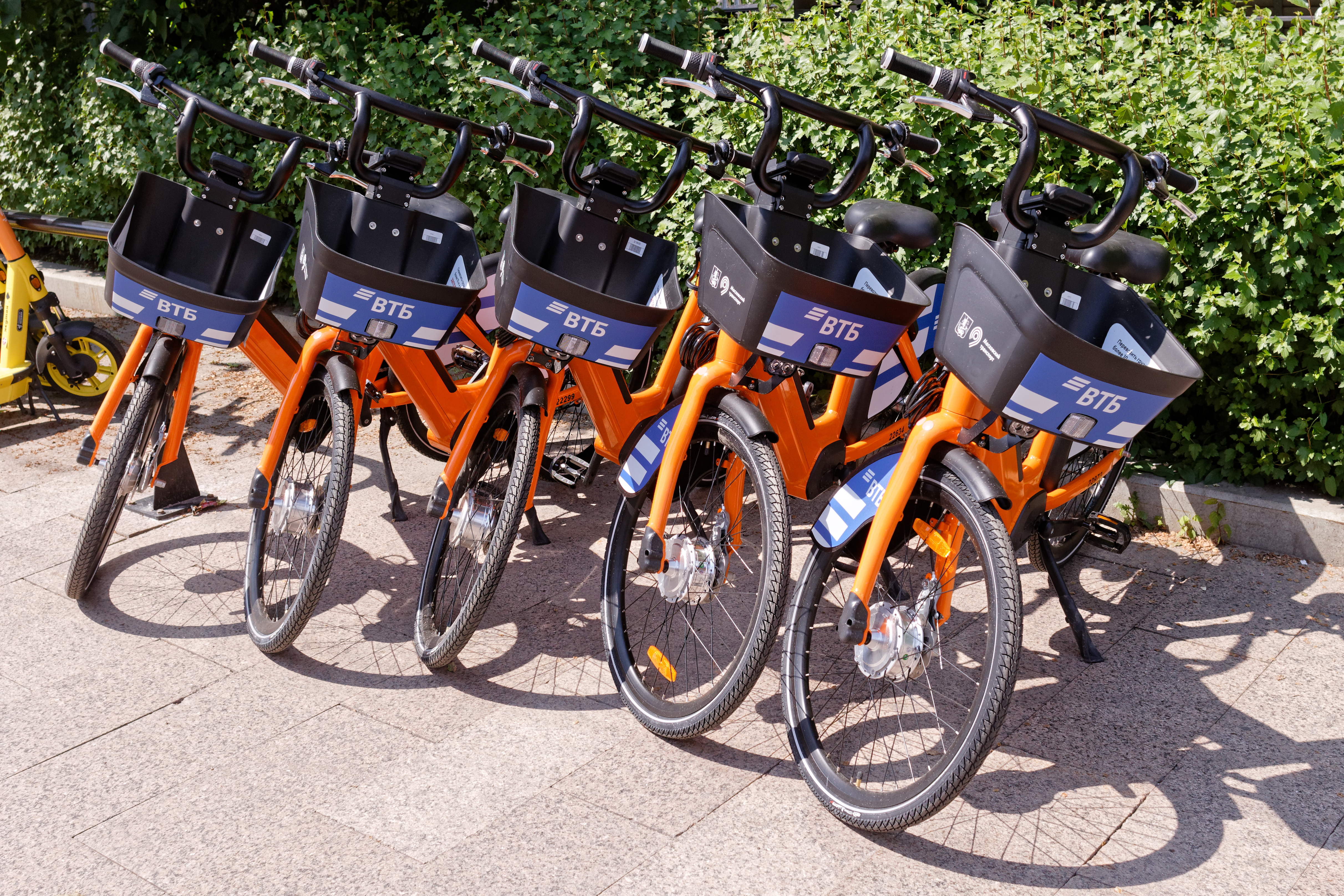
Vélos en libre-service à Moscou.

- Velobike à Moscou[77] (1 000 vélos répartis sur une centaine de bornes) a été lancé le 1er juin 2013[78]. Il est un an après, toujours sous le nom Vélobike, remplacé par un système plus performant, inauguré le 9 juin 2014 avec en 2014, 2750 vélos, 4000 points de stationnement et 150 stations; Le système est accessible avec le système de transports publics Troika[79],[80].

### Slovénie
- Bicike(LJ) à Ljubljana (300 vélos sur 30 stations) - depuis mai 2011 - système Cyclocity géré par Europlakat.

### Suède
- Malmö by bike à Malmö géré par Clear Channel[81].
- Stockholm City Bikes à Stockholm (2 000 vélos sur 160 stations) - depuis 2005 - système SmartBike géré par Clear Channel.
- Styr & Ställ à Göteborg (125 vélos sur 11 stations) - depuis 2005 - système Cyclocity géré par JCDecaux.

### Suisse
- PubliBike, système mis en place par PubliBike SA (plus de 1 500 vélos sur plus de 250 stations), dans de nombreuses villes suisses. Rachat de Velopass et fusion des deux réseaux sous le nom unique PubliBike depuis le 6 mai 2013.
- Velospot, système mis en place par Intermobility SA (plus de 1 600 vélos sur 230 stations), dans quelques villes suisses.
- Donkey Republic, système danois dont les réseaux sont développés à Neuchâtel et littoral (de Vaumarcus à Cressier)[82], au Locle[83], à Thoune[84], à Genève[85] et à Sion[86]. Une ouverture du service à Kreuzlingen est prévue pour l'été 2021[87].

### Taïwan
- C-Bike à Kaohsiung[88].
- YouBike à Taipei (6 406 vélos sur 196 stations)[89],[90].

### Tunisie
- Doora à Tunis (250 vélos sur 20 stations) - depuis 2018[91],[92].

### Québec
- Coop Roue-Libre dans la ville de Québec

## Prestataires de vélos en libre-service en Europe
La colonne technologie station indique le type de station : lourde signifie des travaux de génie civil importants (aménagement voirie...), légère indique des travaux plus réduits, donc plus de flexibilité dans la localisation ou l'extension de la station.
La colonne technologie vélo indique le type de technologie embarquée sur le vélo pour gérer le parc de vélo : électronique pour un couplage à des stations électroniques, clé pour un système à cadenas classique (type Velomagg'), GSM pour la réservation par téléphone mobile, etc.
| Prestataire   | Nom Commercial | Lié à une DSP publicitaire | Techno stations                                           | Techno vélos                                                                  | Localités équipées | 1re mise en service                                 | Notes                                                                         |
| ------------- | --- | -------------------------- | --------------------------------------------------------- | ----------------------------------------------------------------------------- | --- | --------------------------------------------------- | ----------------------------------------------------------------------------- |
| Ecovelo       | TempoVelo, Vélo d'Aqui, Rubis'Vélo, Vélibéo, Velect'in, Cyclolibre, Cycl'Am, Choletbus 2 roues, Le Vélo Baulois, Impulsyon, Vélo'Cité, Les Petites Reines, Calivélo, Vertuose, Captain Bike, Vélo Tanlib, Périvélo, Karu'vélo, ZebullO, Vélycéo, Altervélo, Semo, Cyclovis, TLP Mobilités, Le Marcel à Vélo, VernouVélo | non                        | légère (sans génie civil)                                 | électronique (GSM, Smartphone, Pass) + cadenas embarqué                       | Agen, Argelès-sur-Mer, Bourg-en-Bresse, Brive-la-Gaillarde, Calais, Carcassonne, Charleville-Mézières, Cherbourg-en-Cotentin, Cholet, La Baule, La Roche-sur-Yon, Laon, Les Sables-d'Olonne, Libourne, Longwy, Niort, Périgueux, Pointe-à-Pitre, Reims, Saint-Nazaire, Saint-Pierre, Saumur, Louviers, Val-de-Reuil, Soissons, Tarbes, Lourdes, Troyes, Vernou-en-Sologne | Domfront en Poiraie, 2018                           |                                                                               |
| JCDecaux      | Cyclocity | oui sauf à Toulouse        | lourde                                                    | électronique                                                                  | Vienne, Cordoue, Lyon, Paris (Vélib' Métropole), Bruxelles, Luxembourg, Marseille, Toulouse, Nantes (Bicloo), Cergy-Pontoise, Rouen | Vienne, 2002                                        |                                                                               |
| Transdev      | Vélomagg',Libélo, Vélocéa, Vélobleu, DK'Vélo, Vel'In | non                        | lourde (Pass) ou légère (Mobile)                          | Electronique (Pass) ou GSM (Mobile)                                           | Montpellier, Valence, Vannes, Nice, Dunkerque, Calais | Vannes, Nice 2009                                   |                                                                               |
| EFFIA         | Vélo'+ | non                        | lourde                                                    | électronique                                                                  | Orléans | Orléans                                             |                                                                               |
| CarPostal     | PubliBike | sponsors locaux            | lourde (première version) légère + RFID (seconde version) | électronique (première version) RFID + cadenas électronique (seconde version) | Lausanne-Morges, Fribourg, Yverdon, Lugano-Paradiso, Sion, Berne... | Lausanne, 26 juin 2009                              | VAE sur certains réseaux utilisant la seconde version, application smartphone |
| Deutsche Bahn | Call a Bike | non                        | aucune / légère (FIX)                                     | électronique                                                                  | Berlin, Francfort-sur-le-Main, Cologne, Munich, Stuttgart, Hambourg | Lausanne, 26 juin 2009                              | Cadenas à code pseudo-aléatoire                                               |
| Vélogik       | C.vélo | non                        | légère (+RFID) Smoove                                     | RFID - blocage direction et câble                                             | Clermont-Ferrand, Chamalières | Clermont-Ferrand, 27 juin 2013                      | Application smartphone                                                        |
| Intermobility | Velospot | Non                        | Légère (RFID)                                             | RFID-NFC + cadenas électronique                                               | Bienne, Neuchâtel, La Chaux-de-Fonds, Le Locle, Thoune, Vevey-La Tour-de-Peilz, Montreux, Locarno, Genève | Septembre 2013                                      | Applications iOS et Android                                                   |
| Smoove        | Vélivert, Métrovélobox, Vélhop | non                        | légère (clés + RFID) sur totem mutualisable               | clé (ou RFID) blocage direction et câble                                      | Saint-Étienne, Grenoble, Strasbourg, Slough, Belfort, Châlon sur Saône, Clermont-Ferrand, Lorient, Nicosie, Vicence | Valence, Saint-Étienne, Grenoble, Strasbourg : 2010 |                                                                               |
| Keolis        | STAR, le vélo, VCub, Vélitul, V'Lille | non                        | lourde                                                    | électronique                                                                  | Rennes, Bordeaux, Laval, Lille | Rennes, 6 juin 2009                                 |                                                                               |
| Vinci         | parking | non                        | manuelle                                                  | aucune                                                                        | Nombreuses concessions |                                                     | Gratuit pour les clients du parking                                           |

PBSC Solutions Urbaines est un prestataire canadien qui équipe Londres en Europe et plus de 16 villes à travers le monde.